# Călin Peter Netzer
Călin Peter Netzer (Petroșani, 1 de maig del 1975) és un director de cinema romanès.
El seu primer llargmetratge, Maria (2003), va guanyar el Premi Especial del Jurat al Festival Internacional de Cinema de Locarno, entre altres premis en aquest i altres festivals de cinema.
La seva segona pel·lícula va ser Medalia de onoare (Medalla d'Honor, 2009). Poziţia copilului (2013), el seu segon llargmetratge, va guanyar l'Os d'Or en el 63è Festival Internacional de Cinema de Berlín.

## Premis i nominacions

### Premis
- 2013. Os d'Or per Poziţia copilului